# Nejvyšší hory Arizony

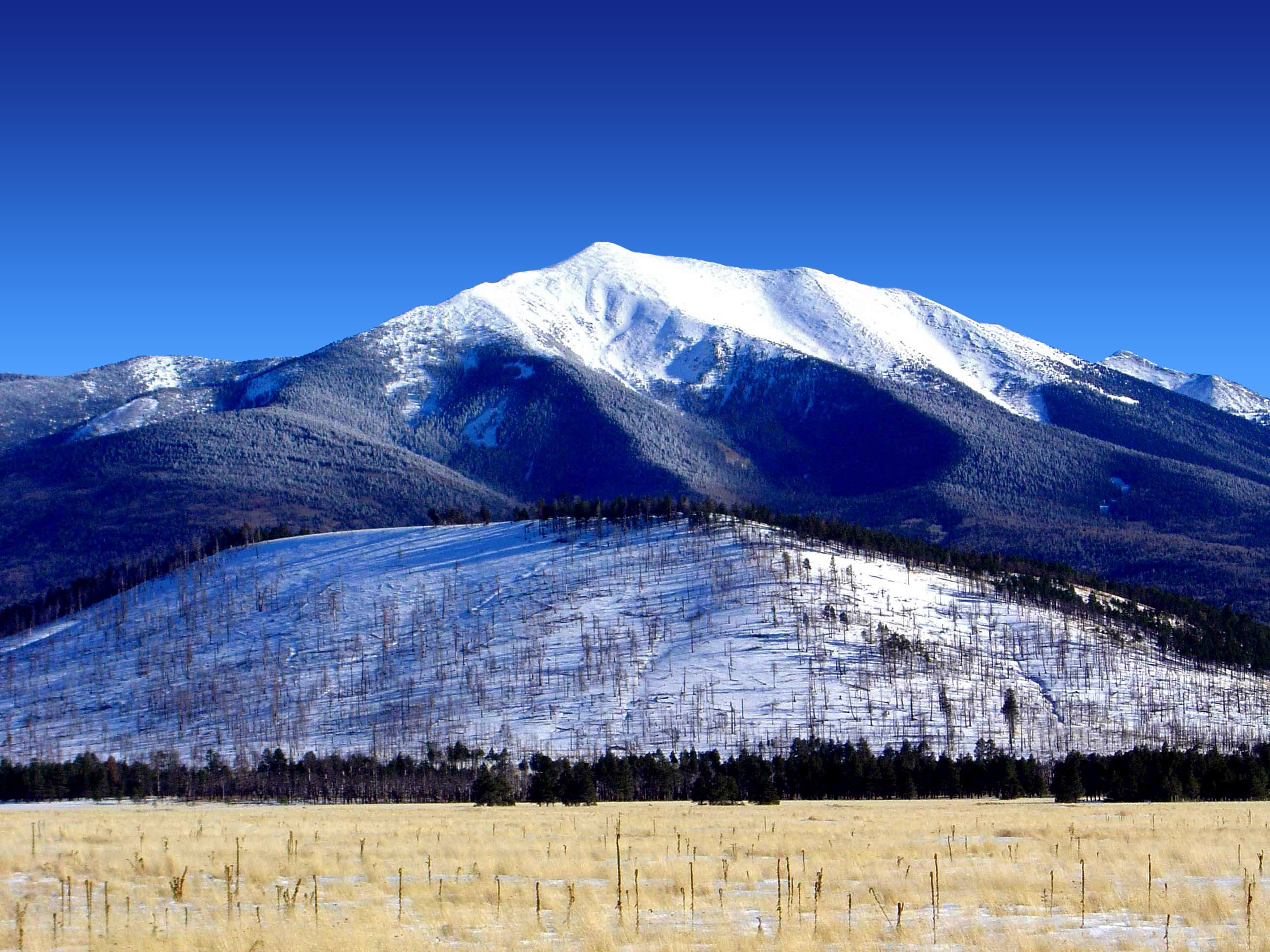
Humphreys Peak

Nejvyšší hory Arizony. Nejvyšší horou Arizony je s nadmořskou výškou 3 852 m Humphreys Peak v pohoří San Francisco Peaks.
Pět arizonských hor s prominencí vyšší než 500 m má nadmořskou výšku vyšší než 3 000 metrů. V případě prominence vyšší než 100 metrů, okolo dvaceti hor Arizony je vyšších než 3 000 metrů. Nejvyšší hory Arizony se nachází ve středo-severní části státu, v pohoří San Francisco Peaks a na východě, na hranicích s Novým Mexikem, v pohoří White Mountains. Horou s nejvyšší prominencí je Mount Graham z pohoří Pinaleno Mountains.

## 15 nejvyšších hor Arizony

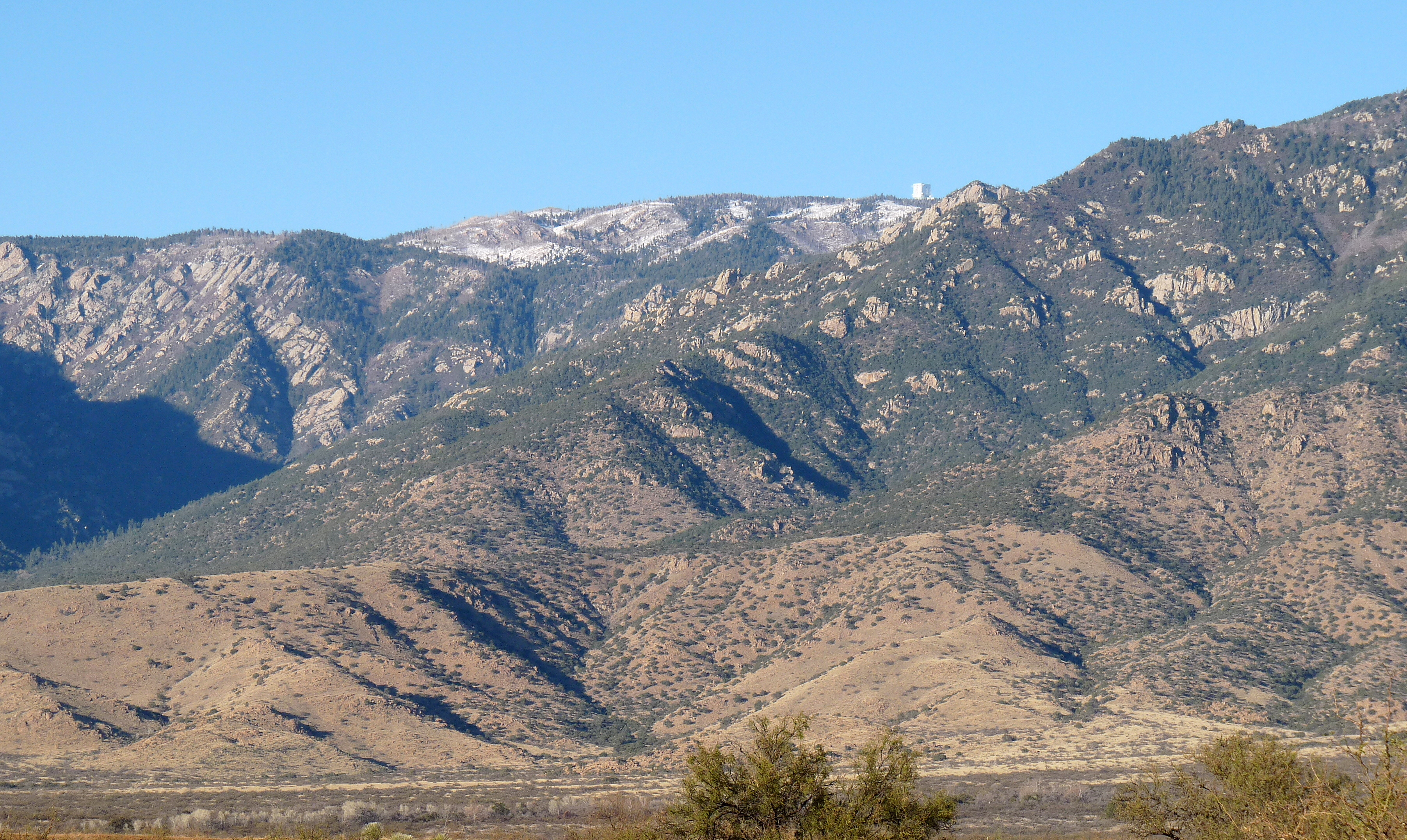
Pinaleno Mountains

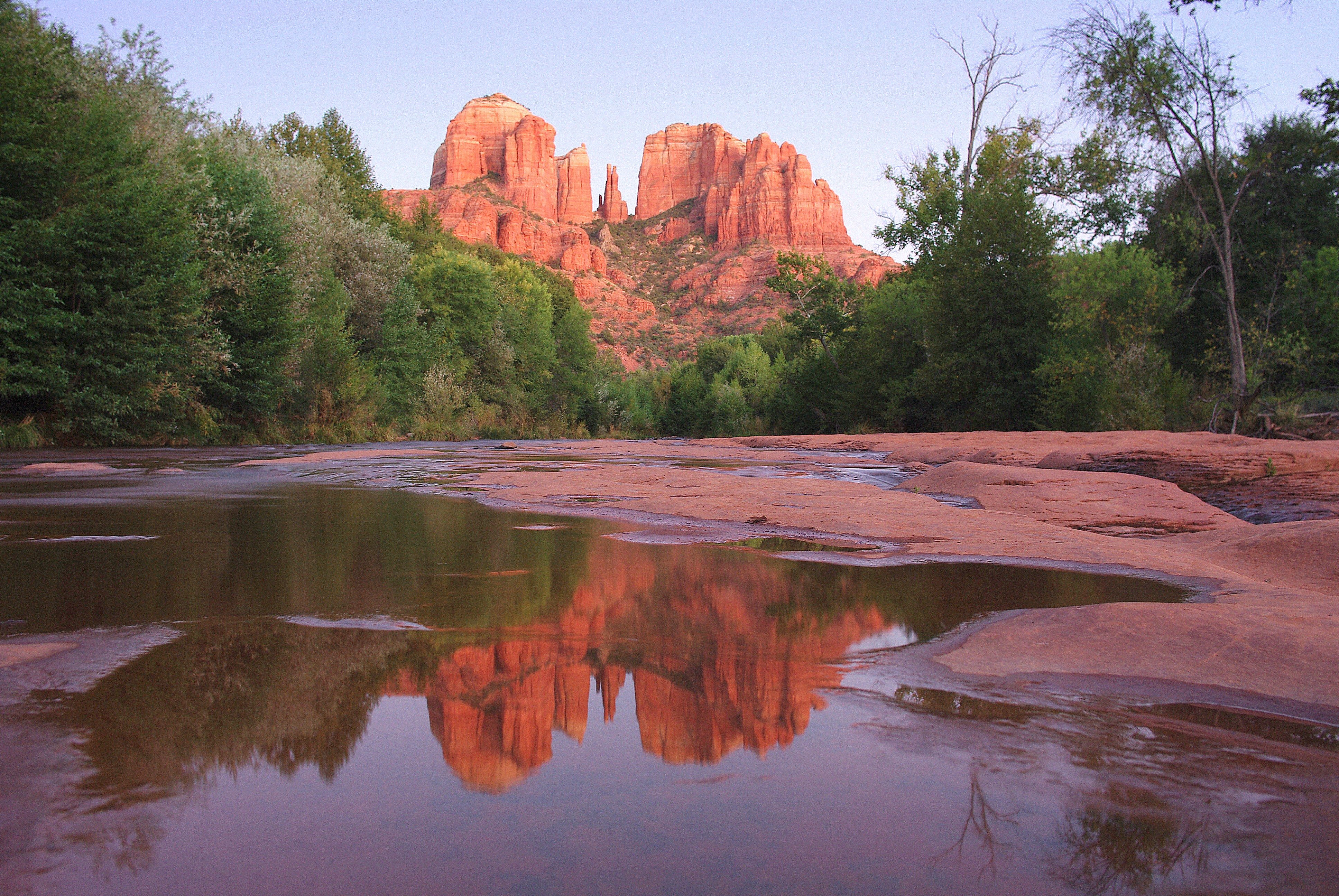
Cathedral Rock

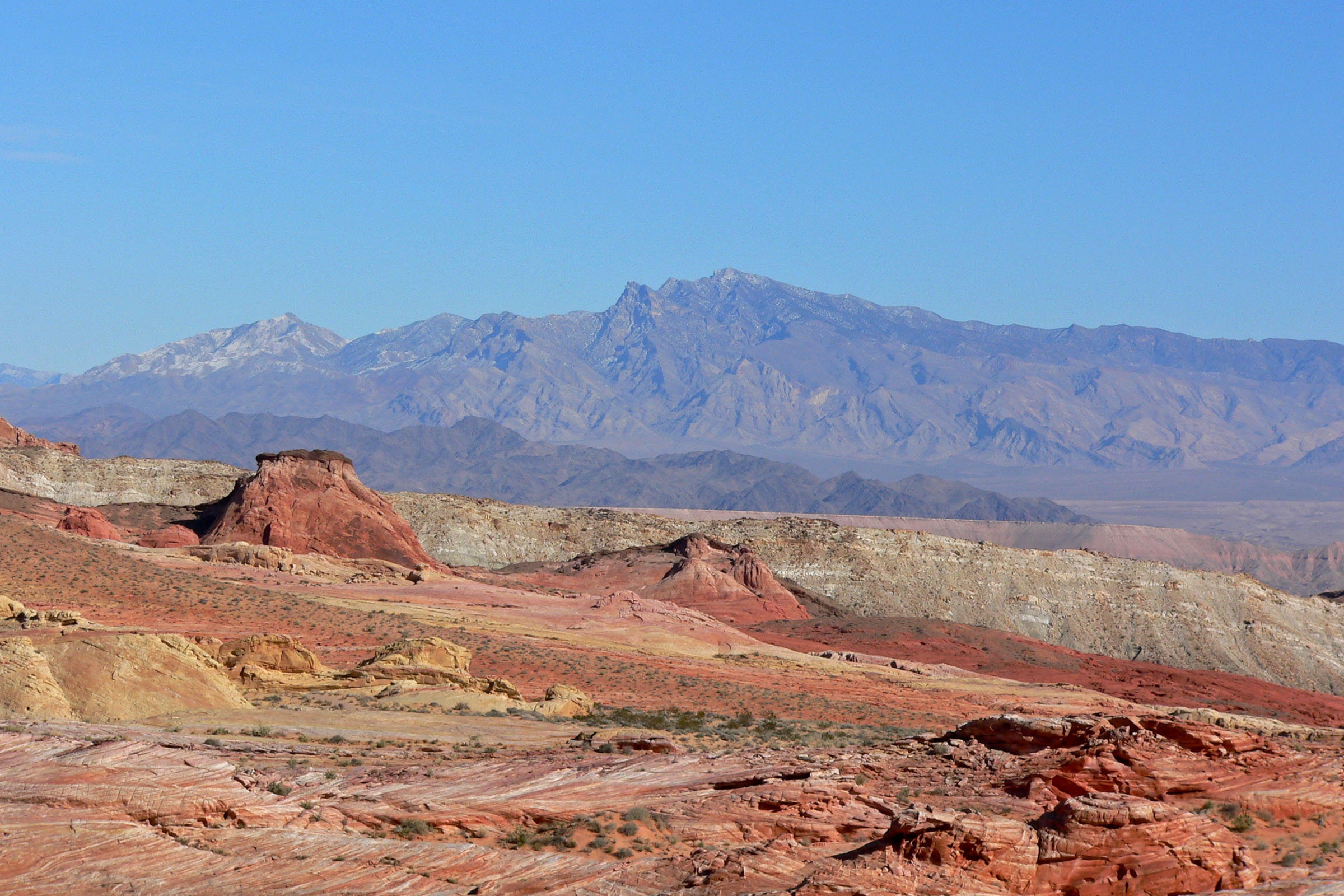
Virgin Mountains

Ve výčtu hor jsou zastoupeny pouze vrcholy s prominencí vyšší než 500 metrů.
|    | Vrchol             | Pohoří                   | Výška (m) | Prominence (m) | Izolace (km) |
| -- | ------------------ | ------------------------ | --------- | -------------- | ------------ |
| 1  | Humphreys Peak     | San Francisco Peaks      | 3 852     | 1 841          | 396          |
| 2  | Baldy Peak         | White Mountains          | 3 477     | 1 341          | 248          |
| 3  | Escudilla Mountain | White Mountains          | 3 318     | 726            | 39,6         |
| 4  | Mount Graham       | Pinaleno Mountains       | 3 269     | 1 932          | 132,6        |
| 5  | Kendrick Peak      | Koloradská plošina       | 3 177     | 758            | 17,2         |
| 6  | Roof Butte         | Chuska Mountains         | 2 983     | 966            | 95,5         |
| 7  | Chiricahua Peak    | Chiricahua Mountains     | 2 976     | 1 569          | 103,3        |
| 8  | Miller Peak        | Huachuca Mountains       | 2 886     | 1 527          | 107          |
| 9  | Mount Wrightson    | Santa Rita Mountains     | 2 882     | 1 399          | 62,5         |
| 10 | Kaibab High Point  | Kaibabská plošina        | 2 812     | 1 100          | 11,2         |
| 11 | Mount Lemmon       | Santa Catalina Mountains | 2 792     | 1 578          | 82,93        |
| 12 | Mica Mountain      | Rincon Mountains         | 2 642     | 1 405          | 33,2         |
| 13 | Hualapai Peak      | Hualapai Mountains       | 2 568     | 1 353          | 153,25       |
| 14 | Mount Turnbull     | Santa Teresa Mountains   | 2 525     | 1 092          | 41,4         |
| 15 | Black Mesa point   | Black Mesa               | 2 491     | 554            | 66           |

## 5 hor s nejvyšší prominencí
|   | Vrchol          | Pohoří                   | Výška (m) | Prominence (m) | Izolace (km) |
| - | --------------- | ------------------------ | --------- | -------------- | ------------ |
| 1 | Mount Graham    | Pinaleno Mountains       | 3 269     | 1 932          | 132,6        |
| 2 | Humphreys Peak  | San Francisco Peaks      | 3 852     | 1 841          | 396          |
| 3 | Mount Lemmon    | Santa Catalina Mountains | 2 792     | 1 578          | 82,93        |
| 4 | Chiricahua Peak | Chiricahua Mountains     | 2 976     | 1 569          | 103,3        |
| 5 | Miller Peak     | Huachuca Mountains       | 2 886     | 1 527          | 107          |

## 10 nejvyšších hor Arizony s prominencí vyšší než 100 metrů

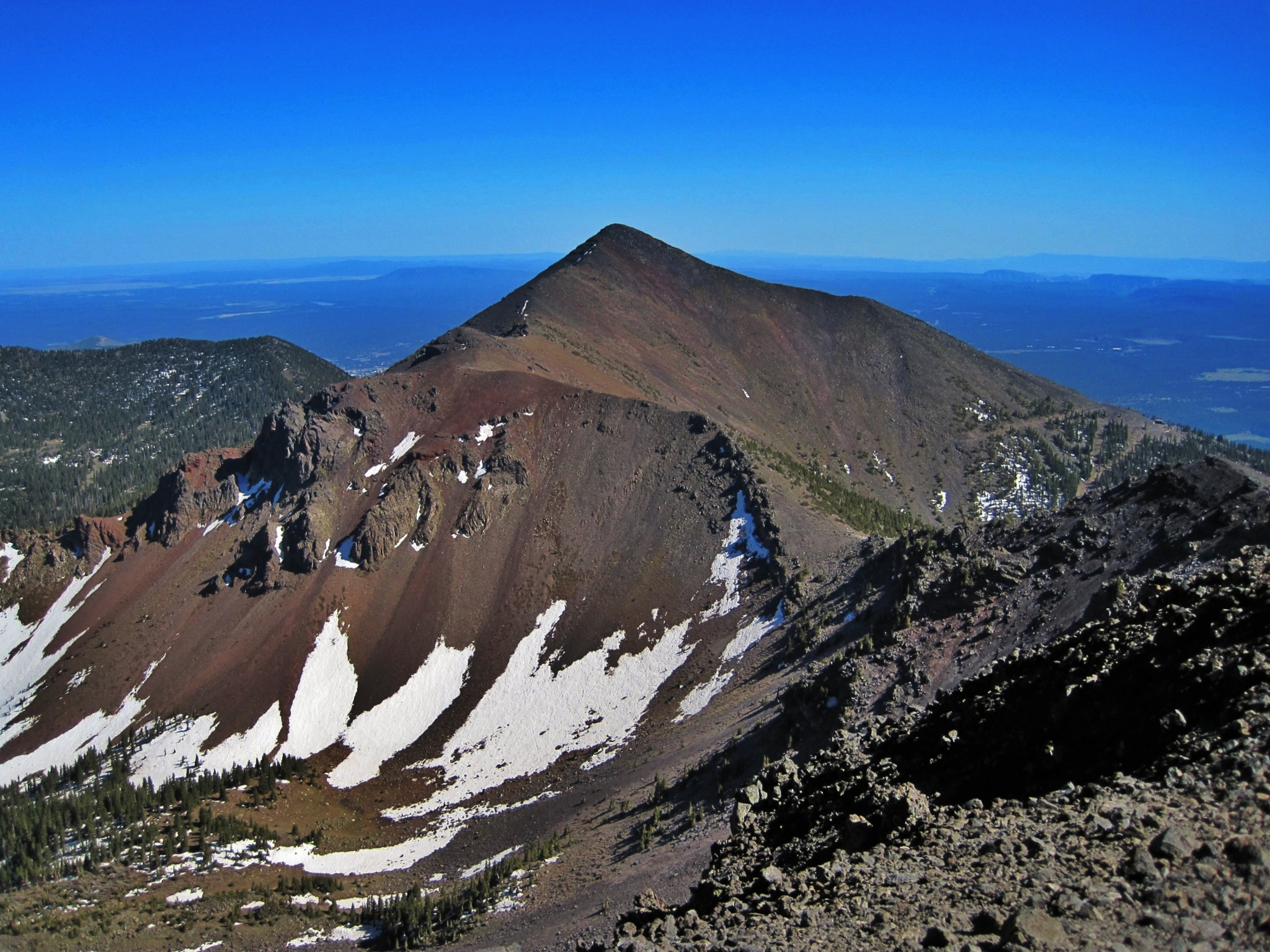
Agassiz Peak

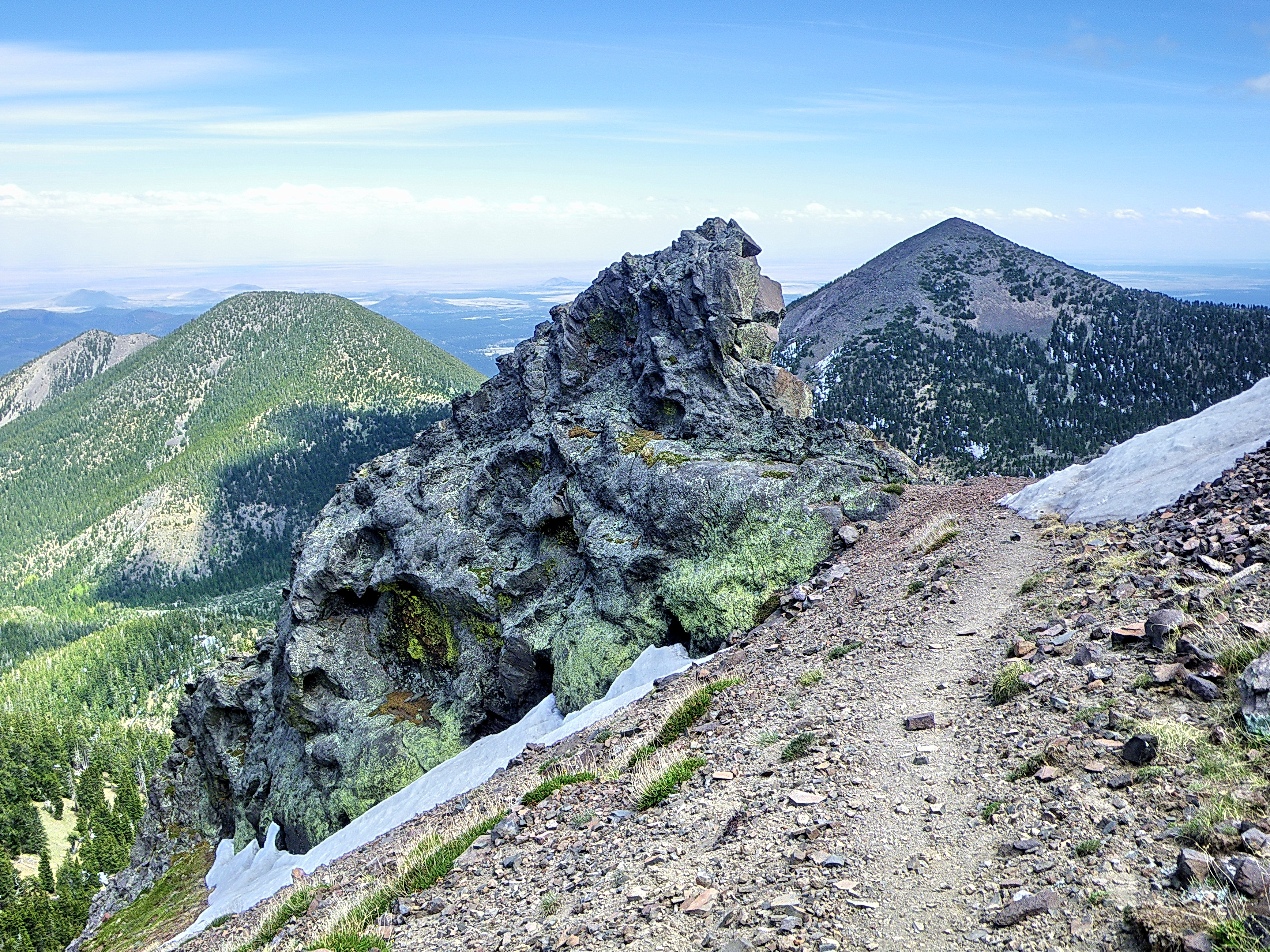
Fremont Peak a Doyle Peak

Ve výčtu hor jsou zastoupeny pouze vrcholy s prominencí vyšší než 100 metrů.
|    | Vrchol             | Pohoří              | Výška (m) | Prominence (m) | Izolace (km) |
| -- | ------------------ | ------------------- | --------- | -------------- | ------------ |
| 1  | Humphreys Peak     | San Francisco Peaks | 3 852     | 1 841          | 396          |
| 2  | Agassiz Peak       | San Francisco Peaks | 3 766     | 169            | 1,9          |
| 3  | Fremont Peak       | San Francisco Peaks | 3 648     | 187            | 1,4          |
| 4  | Doyle Peak         | San Francisco Peaks | 3 493     | 201            | 1,3          |
| 5  | Baldy Peak         | White Mountains     | 3 477     | 1 341          | 248          |
| 6  | Mount Ord          | White Mountains     | 3 462     | 219            | 4,5          |
| 7  | Paradise Butte     | White Mountains     | 3 399     | 144            | 3            |
| 8  | Peak 10932         | White Mountains     | 3 332     | 113            | 1,9          |
| 9  | Escudilla Mountain | White Mountains     | 3 318     | 726            | 39,6         |
| 10 | Mount Graham       | Pinaleno Mountains  | 3 269     | 1 932          | 132,6        |